# Kaciga
Kaciga ili šljem je dio zaštitne odjeće koja štiti glavu. Najčešće je izrađena od kovina ili drugog trajnog materijala poput kevlara ili plastike. Rabi se kako bi zaštitilia glavu u borbama (vojna kaciga), u športu (športska kaciga) ili na poslu.

## Galerija
Različite vrste kaciga: